# Ana Drev
Ana Drev (Slovenj Gradec, Eslovenia, 6 de agosto de 1985) es una esquiadora eslovena que tiene 2 podios en la Copa del Mundo de Esquí Alpino.

## Resultados

### Juegos Olímpicos de Invierno
- 2006 en Turín, Italia
  - Eslalon Gigante: 9.ª
  - Super Gigante: 45.ª
- 2010 en Vancouver, Canadá
  - Eslalon Gigante: 19.ª

### Campeonatos Mundiales
- 2005 en Bormio, Italia
  - Eslalon Gigante: 24.ª
- 2009 en Val d'Isère, Francia
  - Eslalon Gigante: 14.ª
- 2013 en Schladming, Austria
  - Eslalon Gigante: 10.ª
- 2015 en Vail/Beaver Creek, Estados Unidos
  - Eslalon Gigante: 24.ª

### Copa del Mundo

#### Clasificación General Copa del Mundo
- 2004-2005: 111.ª
- 2005-2006: 110.ª
- 2006-2007: 59.ª
- 2007-2008: 95.ª
- 2008-2009: 59.ª
- 2009-2010: 113.ª
- 2010-2011: 115.ª
- 2011-2012: 85.ª
- 2012-2013: 63.ª
- 2014-2015: 64.ª

#### Clasificación por Disciplinas (Top-10)
- 2015-2016:
  - Eslalon Gigante: 7.ª